# Albo d'oro del campionato lituano di calcio
La pagina elenca le squadre vincitrici del massimo livello del campionato lituano di calcio, istituito per la prima volta nel 1992 dopo la dissoluzione dell'Unione Sovietica.

## Albo d'oro

### 1922 - 1944
| Stagione        | Vincitore         | Secondo posto        | Terzo posto       |
| --------------- | ----------------- | -------------------- | ----------------- |
| 1922 (1ª)       | LFLS Kaunas (1)   | LFLS Stanciu         | LFLS Kaunas 2     |
| 1923 (2ª)       | LFLS Kaunas (2)   | KSK Kaunas           | Kovas Kaunas      |
| 1924 (3ª)       | Kovas Kaunas (1)  | Sportverein Klaipeda |                   |
| 1925 (4ª)       | Kovas Kaunas (2)  | LFLS Siauliai        |                   |
| 1926 (5ª)       | Kovas Kaunas (3)  | KSS Klaipeda         |                   |
| 1927 (6ª)       | LFLS Kaunas (3)   | Sportverein Pagegiai |                   |
| 1928 (7ª)       | KSS Klaipėda (1)  | LFLS Kaunas          |                   |
| 1929 (8ª)       | KSS Klaipėda (2)  | LFLS Kaunas          |                   |
| 1930 (9ª)       | KSS Klaipėda (3)  | LFLS Kaunas          |                   |
| 1931 (10ª)      | KSS Klaipėda (4)  | Kovas Kaunas         | Freya Klaipeda    |
| 1932 (11ª)      | LFLS Kaunas (4)   | KSS Klaipeda         | LGSF Kaunas       |
| 1933 (12ª)      | Kovas Kaunas (4)  | LFLS Kaunas          | LGSF Kaunas       |
| 1934 (13ª)      | MSK Kaunas (1)    | LFLS Kaunas          | LGSF Kaunas       |
| 1935 (14ª)      | Kovas Kaunas (5)  | KSS Klaipeda         |                   |
| 1936 (15ª)      | Kovas Kaunas (6)  | LFLS Kaunas          | LGSF Kaunas       |
| 1936-1937 (16ª) | KSS Klaipeda (5)  | Kovas Kaunas         | LFLS Kaunas       |
| 1937-1938 (17ª) | KSS Klaipėda (6)  | LGSF Kaunas          | Svyturys Klaipeda |
| 1938-1939 (18ª) | LGSF Kaunas (1)   | Kovas Kaunas         | KSS Telšiai       |
| 1939-1940 (19ª) | non concluso      | non concluso         | non concluso      |
| 1941 (20ª)      | non concluso      | non concluso         | non concluso      |
| 1942 (21ª)      | LFLS Kaunas (5)   | MSK Panevėžys        |                   |
| 1942-1943 (22ª) | Tauras Kaunas (1) | MSK Panevėžys        |                   |
| 1943-1944 (23ª) | non concluso      | non concluso         | non concluso      |

### 1945-1990
| Stagione  | Vincitore                      | Secondo posto              | Terzo posto            | Capocannoniere                                                            |
| --------- | ------------------------------ | -------------------------- | ---------------------- | ------------------------------------------------------------------------- |
| 1945      | Spartakas Kaunas (1)           | Dinamo Vilnius             |                        | ?                                                                         |
| 1946      | Dinamo Kaunas (1)              | Spartakas Kaunas           | Lokomotyvas Panevėžys  | ?                                                                         |
| 1947      | Lokomotyvas Kaunas (1)         | Spartakas Šiauliai         | Zalgiris Klaipėda      | ?                                                                         |
| 1948      | Elnias Šiauliai (1)            | Žalgiris Tauragė           | Spartak Vilnius        | ?                                                                         |
| 1949      | Elnias Šiauliai (2)            | Inkaras Kaunas             | Vėliava Šiauliai       | ?                                                                         |
| 1950      | Inkaras Kaunas (1)             | Elnias Šiauliai            | Audra Klaipėda         | ?                                                                         |
| 1951      | Inkaras Kaunas (2)             | Elnias Šiauliai            | Audiniai Kaunas        | ?                                                                         |
| 1952      | Karininkų Namai Vilnius (1)    | Inkaras Kaunas             | Elnias Šiauliai        | ?                                                                         |
| 1953      | Elnias Šiauliai (3)            | Inkaras Kaunas             | Lima Kaunas            | ?                                                                         |
| 1954      | Inkaras Kaunas (3)             | Lima Kaunas                | Elnias Šiauliai        | ?                                                                         |
| 1955      | Lima Kaunas (1)                | Raudonasis Spalis Kaunas   | Elfa Vilnius           | ?                                                                         |
| 1956      | Linų Audiniai Plungė (1)       | Elnias Šiauliai            | MSK Panevėžys          | Algimantas Lucinavičius, 28 gol                                           |
| 1957      | Elnias Šiauliai (4)            | Inkaras Kaunas             | Linų Audiniai Plungė   | Petras Škėlovas, 22 gol                                                   |
| 1958      | Elnias Šiauliai (5)            | Raudonoji Žvaigždė Vilnius | Spartak-2 Vilnius      | Petras Škėlovas, 11 gol                                                   |
| 1958-1959 | Raudonoji Žvaigždė Vilnius (2) | KKI Kaunas                 | Elnias Šiauliai        | ?                                                                         |
| 1959-1960 | Elnias Šiauliai (6)            | Raudonoji Žvaigždė Vilnius | Linų Audiniai Plungė   | Raimondas Prikockis, A. Stankevičius, 15 gol                              |
| 1960-1961 | Elnias Šiauliai (7)            | Baltija Klaipėda           | Inkaras Kaunas         | Algimantas Lucinavičius, 22 gol                                           |
| 1961-1962 | Atletas Kaunas (1)             | Granitas Klaipėda          | Inkaras Kaunas         | Romualdas Kazlauskas, 22 gol                                              |
| 1962-1963 | Statyba Panevėžys (1)          | Politechnika Kaunas        | Inkaras Kaunas         | Vytautas Juknys, 23 gol                                                   |
| 1964      | Inkaras Kaunas (4)             | Statyba Panevėžys          | Minija Kretinga        | Petras Siniakovas, 26 gol                                                 |
| 1965      | Inkaras Kaunas (5)             | Saliutas Vilnius           | Statyba Panevėžys      | Petras Siniakovas, 26 gol                                                 |
| 1966      | Nevėžis (1)                    | Statybininkas Šiauliai     | Saliutas Vilnius       | Petras Siniakovas, 19 gol                                                 |
| 1967      | Saliutas Vilnius (3)           | Inkaras Kaunas             | Nevėžis                | S. Kuncevičius, J. Mėlinauskas, Kornelijus Skeivys, Romas Skeivys, 13 gol |
| 1968      | Statyba Panevėžys (2)          | Nevėžis                    | Statybininkas Šiauliai | Romas Jokubaitis, 18 gol                                                  |
| 1969      | Statybininkas Šiauliai (1)     | Nevėžis                    | Inkaras Kaunas         | V. Paura, 17 gol                                                          |
| 1970      | Atletas Kaunas (2)             | Politechnika Kaunas        | Nevėžis                | Vytautas Dirmeikis, 20 gol                                                |
| 1971      | Pažanga Vilnius (1)            | Granitas Klaipėda          | Vienybė Ukmergė        | R. Daunoravičius, E. Milius, 13 gol                                       |
| 1972      | Nevėžis (2)                    | Pažanga Vilnius            | Dainava Alytus         | R. Balčiūnas, 13 gol                                                      |
| 1973      | Nevėžis (3)                    | Granitas Klaipėda          | Dainava Alytus         | ?                                                                         |
| 1974      | Tauras Šiauliai (1)            | Vienybė Ukmergė            | Atmosfera Mažeikiai    | R. Daunoravičius, 20 gol                                                  |
| 1975      | Dainava Alytus (1)             | Pažanga Vilnius            | Sūduva                 | Eugenijus Kurguznikovas, V. Ščerbakovas, 17 gol                           |
| 1976      | Atmosfera Mažeikiai (1)        | Vienybė Ukmergė            | Pažanga Vilnius        | ?                                                                         |
| 1977      | Statybininkas Šiauliai (2)     | Kelininkas Kaunas          | Atmosfera Mažeikiai    | R. Daunoravičius, Romas Šiaulys, 15 gol                                   |
| 1978      | Granitas Klaipėda (1)          | Statybininkas Šiauliai     | Banga Kaunas           | R. Nausėda, 13 gol                                                        |
| 1979      | Atmosfera Mažeikiai (2)        | Kelininkas Kaunas          | Nevėžis                | ?                                                                         |
| 1980      | Granitas Klaipėda (2)          | Tauras Šiauliai            | Politechnika Kaunas    | Edvardas Maliauskas, 16 gol                                               |
| 1981      | Granitas Klaipėda (3)          | Kelininkas Kaunas          | Pažanga Vilnius        | Vitalijus Stankevičius, 21 gol                                            |
| 1982      | Pažanga Vilnius (2)            | Granitas Klaipėda          | Tauras Šiauliai        | Edvardas Maliauskas, 17 gol                                               |
| 1983      | Pažanga Vilnius (3)            | Granitas Klaipėda          | Tauras Šiauliai        | Rimantas Viktoravičius, 21 gol                                            |
| 1984      | Granitas Klaipėda (4)          | Ekranas                    | SRT Vilnius            | Jurijus Gordejevas, 17 gol                                                |
| 1985      | Ekranas (1)                    | Granitas Klaipėda          | SRT Vilnius            | K. Valantiejus, 16 gol                                                    |
| 1986      | Banga Kaunas (1)               | Granitas Klaipėda          | Ekranas                | G. Anilionis, 17 gol                                                      |
| 1987      | Tauras (1)                     | SRT Vilnius                | Inkaras Kaunas         | Jurijus Gordejevas, 23 gol                                                |
| 1988      | SRT Vilnius (1)                | Inkaras Kaunas             | Ekranas                | Remigijus Bubliauskas, Jurijus Gordejevas, Saulius Vertelis, 20 gol       |
| 1989      | Banga Kaunas (2)               | Ekranas                    | Sirijus Klaipėda       | A. Vertelis, 17 gol                                                       |
| 1990      | Sirijus Klaipėda (1)           | Ekranas                    | Žalgiris               | Dalius Bajorūnas (Tauras, 22 gol)                                         |

### 1991 - presente
| Stagione  | Vincitore             | Secondo posto     | Terzo posto      | Capocannoniere                                                           |
| --------- | --------------------- | ----------------- | ---------------- | ------------------------------------------------------------------------ |
| 1991      | Žalgiris Vilnius (1)  | Neris Vilnius     | FBK Kaunas       | Egidijus Meidus (Vilija Kaunas, 13 gol)                                  |
| 1991-1992 | Žalgiris Vilnius (2)  | Panerys Vilnius   | Sirijus Klaipėda | Vaidotas Šlekys (Ekranas) e Remigijus Pocius (Granitas/Sakalas) (14 gol) |
| 1992-1993 | Ekranas (1)           | Žalgiris          | Panerys Vilnius  | Vaidotas Šlekys (Ekranas, 16 gol)                                        |
| 1993-1994 | Mažeikiai (1)         | Žalgiris          | Ekranas          | Vaidotas Šlekys (Ekranas) e Robertas Zalys (FBK Kaunas) (16 gol)         |
| 1994-1995 | Inkaras Kaunas (1)    | Žalgiris          | ROMAR Mažeikiai  | Eimantas Poderis (Zalgiris/Inkaras, 24 gol)                              |
| 1995-1996 | Inkaras Kaunas (2)    | Kareda-Sakalas Š. | Žalgiris         | Edgaras Jankauskas (Zalgiris Vilnius, 25 gol)                            |
| 1996-1997 | Kareda Šiauliai (1)   | Žalgiris          | Inkaras Kaunas   | Remigijus Pocius (Kareda Šiauliai, 14 gol)                               |
| 1997-1998 | Kareda Šiauliai (2)   | Žalgiris          | Ekranas          | Vidas Dančenka (Kareda Šiauliai, 26 gol)                                 |
| 1998-1999 | Žalgiris Vilnius (3)  | Kareda Šiauliai   | FBK Kaunas       | Artūras Fomenka (Kareda Šiauliai, 14 gol)                                |
| 1999      | FBK Klubas (1)        | Žalgiris          | Atlantas         | Nerijus Vasiliauskas (Zalgiris Vilnius, 10 gol)                          |
| 2000      | FBK Klubas (2)        | Žalgiris          | Atlantas         | Andrius Velička (FBK Kaunas, 26 gol)                                     |
| 2001      | FBK Klubas (3)        | Atlantas          | Žalgiris         | Remigijus Pocius (FBK Kaunas, 22 gol)                                    |
| 2002      | FBK Klubas (4)        | Atlantas          | Ekranas          | Audrius Šlekys (FBK Kaunas, 19 gol)                                      |
| 2003      | FBK Klubas (5)        | Ekranas           | Vėtra            | Ričardas Beniušis (FBK Kaunas/Atlantas, 16 gol)                          |
| 2004      | FBK Klubas (6)        | Ekranas           | Atlantas         | Povilas Lukšys (Ekranas Panevezys, 19 gol)                               |
| 2005      | Ekranas (2)           | FBK Kaunas        | Sūduva           | Mantas Savėnas (Ekranas Panevezys, 27 gol)                               |
| 2006      | FBK Klubas (7)        | Ekranas           | Vėtra            | Serhij Kuznecov (Vetra Vilnius, 18 gol)                                  |
| 2007      | FBK Klubas (8)        | Sūduva            | Ekranas          | Povilas Lukšys (Ekranas Panevezys, 26 gol)                               |
| 2008      | Ekranas (3)           | FBK Kaunas        | Vėtra            | Rafael Ledesma (FBK Kaunas, 14 gol)                                      |
| 2009      | Ekranas (4)           | Vėtra             | Sūduva           | Valdas Trakys (Ekranas Panevezys, 18 gol)                                |
| 2010      | Ekranas (5)           | Sūduva            | Žalgiris         | Povilas Lukšys (Ekranas Panevezys, 16 gol)                               |
| 2011      | Ekranas (6)           | Žalgiris          | Sūduva           | Deivydas Matulevičius (Žalgiris Vilnius, 19 gol)                         |
| 2012      | Ekranas (7)           | Žalgiris          | Sūduva           | Artūras Rimkevičius (Šiauliai, 35 gol)                                   |
| 2013      | Žalgiris Vilnius (4)  | Atlantas          | Ekranas          | Nerijus Valskis (Sūduva Marijampolė, 27 gol)                             |
| 2014      | Žalgiris Vilnius (5)  | Kruoja            | Atlantas         | Niko Tokić (Šiauliai, 19 gol)                                            |
| 2015      | Žalgiris Vilnius (6)  | Trakai            | Atlantas         | Tomas Radzinevičius (Sūduva, 28 gol)                                     |
| 2016      | Žalgiris Vilnius (7)  | Trakai            | Atlantas         | Andrija Kaluđerović (Žalgiris Vilnius, 20 gol)                           |
| 2017      | Sūduva (1)            | Žalgiris          | Trakai           | Darvydas Šernas (Žalgiris Vilnius, 19 gol)                               |
| 2018      | Sūduva (2)            | Žalgiris          | Trakai           | Liviu Antal (Žalgiris Vilnius, 23 gol)                                   |
| 2019      | Sūduva (3)            | Žalgiris          | Riteriai         | Tomislav Kiš (Žalgiris Vilnius, 27 gol)                                  |
| 2020      | Žalgiris Vilnius (8)  | Sūduva            | Kauno Žalgiris   | Hugo Vidémont (Žalgiris Vilnius, 13 gol)                                 |
| 2021      | Žalgiris Vilnius (9)  | Sūduva            | Kauno Žalgiris   | Hugo Vidémont (Žalgiris Vilnius, 17 gol)                                 |
| 2022      | Žalgiris Vilnius (10) | Kauno Žalgiris    | Panevėžys        | Renan (Žalgiris Vilnius, 17 gol)                                         |
| 2023      | Panevėžys (1)         | Žalgiris          | FA Šiauliai      | Mathias Oyewusi (Žalgiris Vilnius, 19 gol)                               |

## Statistiche

### Titoli per squadra (dal 1991)
| Club            | Campione | 2º | Stagioni                                                         |
| --------------- | -------- | -- | ---------------------------------------------------------------- |
| Žalgiris        | 11       | 13 | 1991, 1992, 1999, 2013, 2014, 2015, 2016, 2020, 2021, 2022, 2024 |
| FBK Kaunas      | 8        | 2  | 1999, 2000, 2001, 2002, 2003, 2004, 2006, 2007                   |
| Ekranas         | 7        | 3  | 1993, 2005, 2008, 2009, 2010, 2011, 2012                         |
| Sūduva          | 3        | 4  | 2017, 2018, 2019                                                 |
| Kareda Šiauliai | 2        | 2  | 1997, 1998                                                       |
| Inkaras Kaunas  | 2        | -  | 1995, 1996                                                       |
| Mažeikiai       | 1        | -  | 1994                                                             |
| Panevėžys       | 1        | -  | 2023                                                             |
| Atlantas        | -        | 3  | -----                                                            |
| Trakai          | -        | 2  | -----                                                            |
| Neris Vilnius   | -        | 1  | -----                                                            |
| Panerys Vilnius | -        | 1  | -----                                                            |
| Vėtra           | -        | 1  | -----                                                            |
| Kruoja          | -        | 1  | -----                                                            |
| Kauno Žalgiris  | -        | 1  | -----                                                            |